# Lee Joon-hwan
Lee Joon-hwan (ur. 19 czerwca 2002 w Gumi) – koreański judoka, medalista olimpijski z Paryża (2024).

## Życiorys
W 2024 roku wziął udział w Letnich Igrzyskach Olimpijskich w Paryżu, gdzie w rywalizacji judoków do 81 kilogramów zdobył brązowy medal, przegrywając jedynie z Tato Grigalashvili w półfinale. W rywalizacji drużyn mieszanych zdobył drugi brązowy medal.
Zdobył brązowy medal mistrzostw świata w judo w 2023, 2024 i 2025 roku. Kilkukrotnie stawał na podium zawodów rangi Grand Slam.